# Уолтер из Ковентри

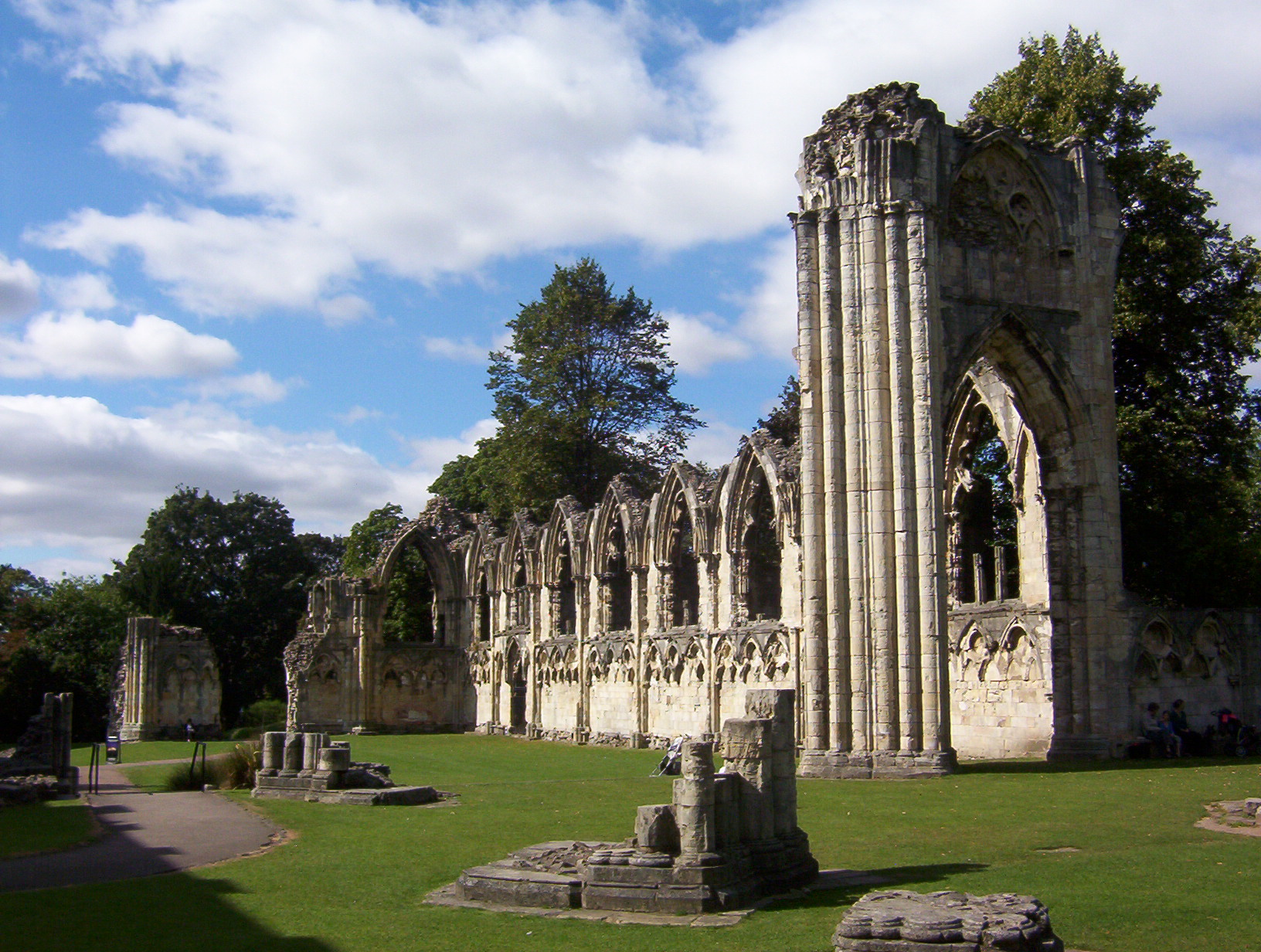
Руины аббатства Св. Марии в Йорке

Уолтер из Ковентри, или Вальтер из Ковентри (англ. Walter of Coventry, лат. Walterus de Coventria, или Gualterus de Coventria; ум. между 1293 и 1300) — английский хронист, монах-бенедиктинец, автор латинского исторического сочинения «Мемориал», или «Памятные записки брата Уолтера из Ковентри» (лат. Memoriale fratris Walteri de Coventria).

## Жизнь и труды
Биографические сведения о нём практически отсутствуют, известно лишь, что жил он в эпоху правления Эдуарда I Длинноногого, поскольку в своём сочинении упоминает присягу шотландцев королю Эдуарду как своему сюзерену (1291). Возможно, что происходил он из Ковентри и был монахом бенедиктинского аббатства Св. Марии в Йорке.
Первая часть его компилятивного по своему характеру «Мемориала», составленного после 1293 года, не представляет особой исторической ценности и является кратким пересказом «Правдивой хроники» Мариана Скота и «Хроники хроник» Иоанна Вустерского, вторая же, подробнее излагающая историю Англии с 1002 по 1225 год, основана на данных «Истории английского народа» Генриха Хантингдонского, «Деяний королей Генриха II и Ричарда I» Роджера Ховеденского, «Цветов истории» Роджера Вендоверского, а также доведённой до 1232 года анонимной «Барнуэллской хроники» (англ. Barnwell chronicler) из одноимённого приората августинцев в Кембриджшире и «Краткой латинской хроники Даремского аббатства» (англ. Short Latin Chronicle of Durham Abbey) конца XIII века.
Наибольший интерес представляет собой его рассказ о последних годах правления короля Иоанна Безземельного, а основное её повествование относится к 1225 году. Уолтер гораздо более лоялен к королю Иоанну, чем многие прочие его современники: Ральф Коггсхоллский, Матфей Парижский и пр. Он восхваляет полководческие таланты короля в шотландской и валлийской войнах, без особого энтузиазма воспринимает ограничившую его власть Великую хартию вольностей (1215), зато с пониманием относится к признанию Иоанном вассалитета по отношению к римскому престолу, рассматривая это как умелый политический ход.
Английскими антиквариями эпохи Тюдоров ему ошибочно приписывалась также рукопись из Бодлианской библиотеки Оксфордского университета, озаглавленная «Хроника Уолтера из Ковентри» (лат. Walteri Coventrensis Chronicon), называвшаяся также «Историей Вальтера из Ковентри» (лат. Gualteri Conventriensis Historia).
«Мемориал» Уолтера из Ковентри, дошедший до нас в единственной полной рукописи из библиотеки Колледжа Корпус-Кристи Кембриджского университета (MS 175), частично был издан в начале 1730-х годов немецким филологом Иоганном Альбертом Фабрициусом и итальянским богословом Джованни Доменико Манси в «Латинской библиотеке Средневековья и Нового времени» и переиздан в 1740-х годах учёным французским монахом из конгрегации святого Мавра Мартином Буке в «Recueil des Historiens» (xviii, 164) в качестве продолжения летописи Роджера из Ховедена. Полностью он был опубликован в 1872—1873 годах историком английской церкви Уильямом Стэббсом в академической «Rolls Series».

## Переводы на русский язык
- Мемориал брата Вальтера из Ковентри / Пер. Д. М. Петрушевского // Памятники истории Англии XI—XIII вв. — М.: Гос. соц. эк. издательство, 1936.